# Операція «Каньйон Ельдорадо»
Операція «Каньйон Ельдорадо» (англ. Operation El Dorado Canyon) — спільна військова операція військово-повітряних, військово-морських сил та Корпусу морської піхоти Сполучених Штатів із завдання повітряних ударів по Лівії, що проводилася 15 квітня 1986 року, у відповідь на підтримку режимом М.Каддафі міжнародного тероризму, зокрема терористичного акту на Берлінській дискотеці. О 02:00 15 квітня американська авіація завдала потужного удару по п'яти важливих цілях на території Лівії, пов'язаних з діяльністю терористичних груп. Таким чином, американське керівництво дало чітко зрозуміти, що в разі продовження підтримки лівійським керівництвом терористичних угруповань, покарання неминуче. Рейган особисто попередив: «якщо буде необхідно, ми зробимо це ще раз».

## Зміст

### Передумови
На середину 1980-х років Лівійська Джамахірія Муаммара Каддафі стала одним з головним спонсорів міжнародного тероризму. Крім того, що Лівія прямо або опосередковано брала участь у війнах та конфліктах на півночі Африканського континенту, потай знищувала політичних опонентів Верховного лідера країни та «ворогів народу», що перебували в екзилі, М.Каддафі щиро спонсорував терористичні рухи, утримував табори підготовки бойовиків на території країни, постачав їм зброю, майно, фінансував та влаштовував теракти по всій Європі, Близькому Сході та Африці. Безліч відомих ватажків терористів переховувалася в Лівії. До квітня 1986 року більше за 300 американських громадян загинуло внаслідок терактів та нападів повстанців по всьому світу.
27 грудня 1985 року внаслідок терористичної атаки палестинських бойовиків в аеропортах Рима та Відня загинуло 19 чоловік, зокрема 5 американців, більше 140 осіб дісталися поранень. Зброя, документи тощо були поставлені терористам лівійськими спецслужбами. Розвідка доповідала, що за цей теракт Абу Ніделю від Каддафі заплатили від 5 до 6 млн доларів і лівійський лідер надав чіткий меседж, що до того часу, доки європейські країни підтримуватимуть лівійських опозиціонерів, він, у свою чергу, підтримуватиме фракцію Червоної Армії, Червоні бригади та Ірландську республіканську армію. Однак, через брак достовірних доказів, американське вище керівництво не наважилося вжити жорстких заходів проти лівійського режиму. Президент Р.Рейган застосував економічні важелі та інші другорядні санкції проти Триполі та публічно звинувачував М.Каддафі у спонсорстві тероризму, але жорстких мір не застосовувалося. Більш того, раніше голова Джамахірії оголосив міжнародні води в затоці Сідра внутрішніми водами країни по 32º 30' N, обізвавши їх «лінією смерті», і пригрозив жорстокими акціями в разі порушення його претензій.
У березні 1986 року 6-й американський флот силами авіаносної ударної групи увійшов до затоки Сідра і тримався у межах 12-мильної зони у відповідності до міжнародних законів. У відповідь Лівія розпочала низку агресивних маневрів на морі та у повітрі, що врешті-решт призвели до інциденту в затоці Сідра, що трапився 24 березня 1986 року.
Вночі 5 квітня 1986 року на дискотеці у нічному клубі «Ла-Белль» в Західному Берліні, одному з найулюбленіших місць розваги американських військових у місті, вибухнула бомба. Внаслідок вибуху 229 чоловіків було поранено, серед яких 63 американця. Три чоловіка загинули, зокрема один американський солдат. Після об'єднання Німеччини в архівах Штазі були знайдені документи, котрі свідчили, що лівійські агенти, які керували терактом з лівійського посольства в Східному Берліні, яких у 1990-ті ідентифікували та засудили.
Маючи на руках свідоцтва про причетність лівійських спецслужб до теракту в Берліні, американська сторона звернулася про допомогу до Великої Британії, Німеччини, Італії, Франції й Іспанії та посилення санкцій проти режиму М.Каддафі. Причому американці запросили допомогу у проведенні авіаційного рейду по лівійських позиціях. Однак, тільки Маргарет Тетчер надала дозвіл щодо залучення авіаційного компоненту ВПС США з авіаційних баз на Британських островах. Французькі та іспанські союзники відмовилися сприяти у проведенні операції й не дозволили проліт бойових літаків над їхньою територією. Тому, винищувачі-бомбардувальники F-111F змушені були летіти в обхід через акваторію Атлантичного океану та Середземного моря, збільшивши дистанцію до майже 10 000 км. Це у свою чергу призвело до збільшення пунктів дозаправлення літаків у повітрі. Відповідно час підльоту до цілей для пілотів F-111F збільшився на 6-7 годин.
Перелік об'єктів для ураження був підготовлений групою експертів, ухвалений Об'єднаним комітетом начальників штабів і затверджений Радою національної безпеки, а згодом особисто Президентом країни. Головними визначалися 5 цілей:
- казарми Баб Ель-Азізія в Триполі, як основна штаб-квартира М.Каддафі та важливий командний центр з підготовки терористів у Лівії;
- казарми гвардії Джамахірія в Бенгазі — інший центр підготовки та тренувань міжнародних терористів та місце дислокації елітних підрозділів особистої гвардії М.Каддафі. Також місце зосередження військових запасів для літаків типу МіГ;
- військова база Мурат Сіді Білаль — центр підготовки бойових плавців для проведення терористичних атак та актів саботажу.
- військова інфраструктура на авіабазі в Триполі. Головна авіаційна база дислокації транспортних літаків Іл-76.
- військовий аеродром у Беніна (південно-західніше Бенгазі) — важливий об'єкт у системі протиповітряної оборони Лівії, де знаходилися винищувачі-перехоплювачі МіГ.

За задумом операції вважалося за найкраще здійснити атаку усіх п'яти об'єктів одночасно в нічний час.
Після декількох днів даремних зустрічей та нарад із союзниками, Президент США Рональд Рейган віддав наказ на проведення авіаційного удару по лівійських військових об'єктах.

### Операція
У ніч з 14 на 15 квітня 1986 року, ударне угруповання американських ВПС у складі 18 винищувачів-бомбардувальників F-111F 48-го тактичного винищувального крила злетіло з авіабази Лейкенхіт у східній Англії. Підтримку їм надавали 4 EF-111A «Рейвен» 20-го тактичного винищувального крила з авіабази Королівських ВПС «Аппер Гейфорд» та 15 винищувачів і штурмовиків A-6, A-7, F/A-18, літаки радіоелектронного виявлення EA-6B «Праулер» з авіаносців USS «Саратога», «Америка» і «Корал Сі», що курсували у затоці Сідра.
18 бомбардувальників F-111F успішно здійснили запланований переліт з чотирма дозаправленням у повітрі на висоті 4 800 метрів, після Туніської протоки вони знизилися до висоти в 50 метрів. Наліт на визначені об'єкти розпочався о 02:00 за лівійським часом і тривав близько 12 хвилин, коли 60 тон авіаційних бомб та ракет було випущено по цілях. F-111F завдали удару по військовому аеродрому в Триполі, центру підготовки морського спецназу у військово-морській академії та армійських казармах у Баб Ель-Азізія. При атаці цих казарм один з американських винищувачів-бомбардувальників був збитий зенітною ракетою над затокою Сідра. Під час операції було допущено декілька промахів, що призвело до пошкодження дипломатичних та цивільних будинків у Триполі. 24 штурмовики A-6 «Інтрудер» та F/A-18 «Хорнет» зі складу авіаносної групи завдавали удару протирадіолокаційними ракетами по лівійських радіолокаційних станціях виявлення та засобах системи ППО поблизу Бенгазі перед атакою військових об'єктів у Беніна та Джамахірія. Одночасно літаки радіолокаційного придушення поставили активні перешкоди.

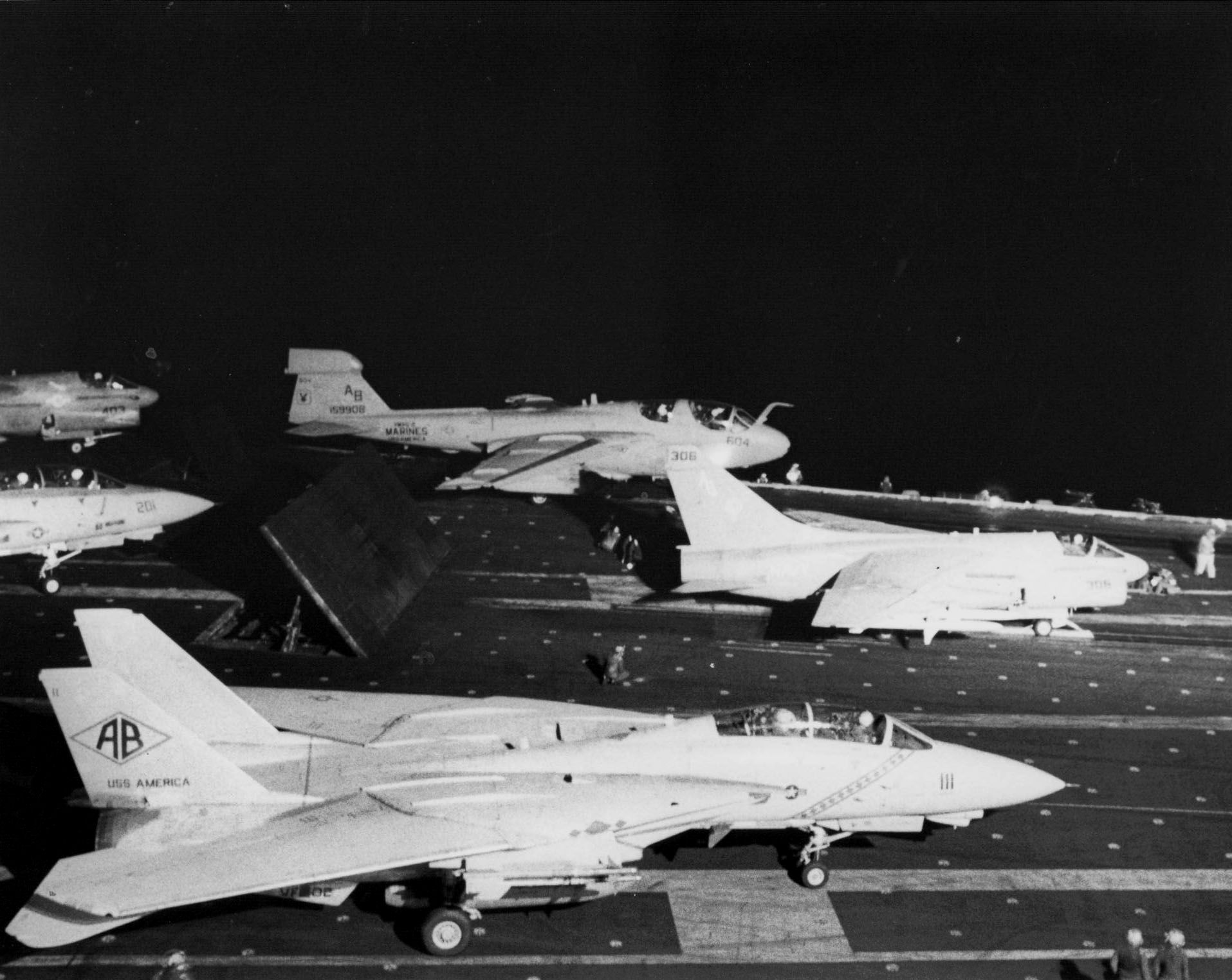
Американська палубна авіація 1-ого авіаносного крила на борту атомного авіаносця «Америка» перед зльотом на бомбардування Лівії. На передньому плані винищувач F-14A «Томкет»; далі — A-7 «Корсар» II з ракетами AGM-88 HARM, далі — EA-6B «Проулер». Затока Сідра. 14 квітня 1986 року

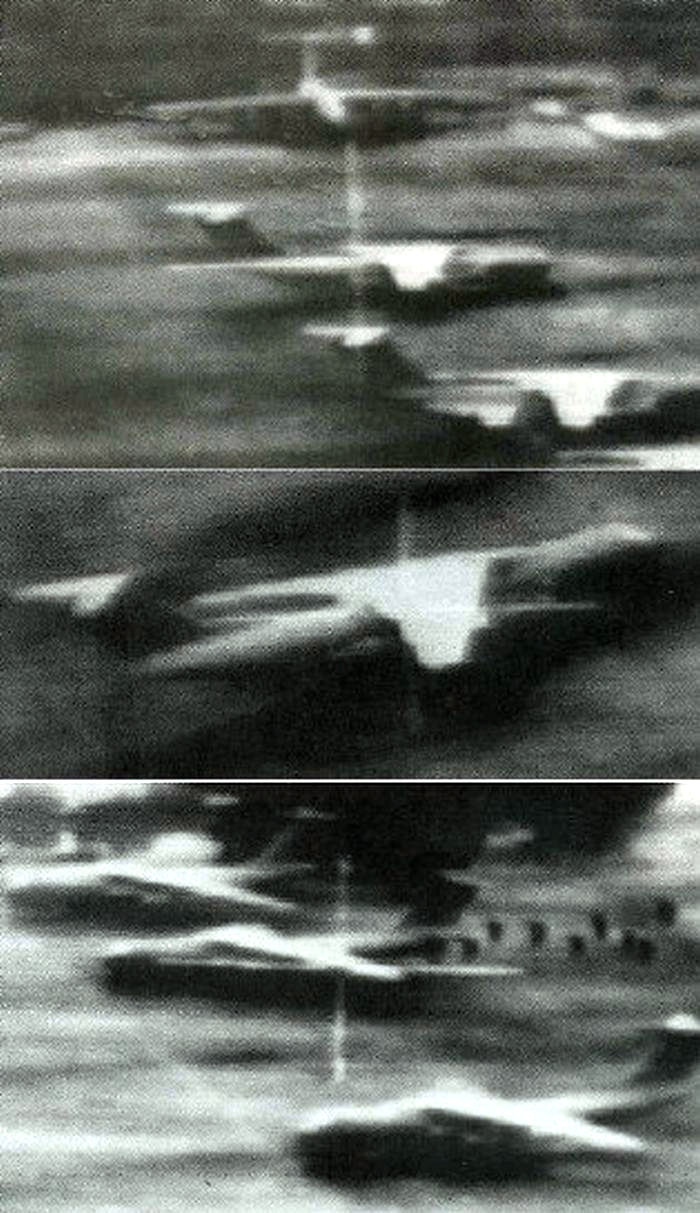
Кадри відеоматеріалів з ураження лівійських транспортних літаків Іл-76 на аеродромі Триполі. 15 квітня 1986 року

Навдивовижу, але лівійська система ППО виявилася не готова до відбиття повітряного удару. Зенітний вогонь був відкритий з запізненням, а винищувачі-перехоплювачі взагалі не піднімалися в повітря. Досягненню раптовості нападу в районі Триполі сприяло ще й те, що F-111 зайшли на цілі не з боку затоки Сідра, як можна було очікувати, а з боку пустелі.

### Результати ураження цілей
| Ціль                                       | Ціль                                       | Заплановано | Заплановано                           | В дійсності                                         | В дійсності                                  | В дійсності                                  |
| Ціль                                       | Ціль                                       | Літак       | Бомбове навантаження                  | Літак                                               | Уражено                                      | Промах                                       |
| ------------------------------------------ | ------------------------------------------ | ----------- | ------------------------------------- | --------------------------------------------------- | -------------------------------------------- | -------------------------------------------- |
| казарми Баб Ель-Азізія                     | казарми Баб Ель-Азізія                     | 9× F-111F   | 36× GBU-10 (910 кг)                   | 3× бомбили 1× промахнувся 4× скасовано 1× втрачений | 13                                           | 3                                            |
| Табір Мурат Сіді Білаль                    | Табір Мурат Сіді Білаль                    | 3× F-111F   | 12× GBU-10 (910 кг)                   | усі бомбили                                         | 12                                           | -                                            |
| Аеродром Триполі (колишня база ВПС Хвилус) | Аеродром Триполі (колишня база ВПС Хвилус) | 6× F-111F   | 72× Mk 82 (230 кг)                    | 5× бомбили 1× скасовано                             | 60                                           | -                                            |
| казарми Джамахірія (Бенгазі)               | казарми Джамахірія (Бенгазі)               | 7× A-6E     | 84× Mk 82 (230 кг)                    | 6× бомбили 1× скасовано при зльоті                  | 70                                           | 2                                            |
| Аеродром Беніна                            | Аеродром Беніна                            | 8× A-6E     | 72× Mk 20 (230 кг) 24× Mk 82 (230 кг) | 6× бомбили 2× скасовано                             | 60× Mk 20 12× Mk 82                          | -                                            |
| Придушення системи ППО                     | Триполі                                    | 6× A-7E     | 8× Shrike 16× HARM                    | усі літаки вели вогонь                              | 8× Shrike 16× HARM                           | 8× Shrike 16× HARM                           |
| Придушення системи ППО                     | Бенгазі                                    | 6× F/A-18   | 4× Shrike 20× HARM                    | усі літаки вели вогонь                              | 4× Shrike 20× HARM                           | 4× Shrike 20× HARM                           |
| Загалом:                                   | Загалом:                                   | 45 літаків  | 300 бомб 48 ракет                     | 35 бомбили 1 промахнувся 1 втрачений 8 скасовано    | 227 влучень 5 промахів 48 самонавідних ракет | 227 влучень 5 промахів 48 самонавідних ракет |

### Засоби ППО Лівії
На час проведення операції лівійські війська протиповітряної оборони мали значні сили:
- 4 підрозділи зенітно-ракетних комплексів дальнього радіуса дії С-200 з 24 ПУ;
- 86 підрозділів зенітних ракетних комплексів середнього радіусу дії С-75 «Двіна» та С-125 «Нева» з 276 ПУ;

Система ППО столиці також включала:
- 7 частини зенітних ракетних комплексів С-75 «Двіна»/«Волхов» з 6 ПУ та 42 ракетами;
- 12 частин зенітних ракетних комплексів С-125 «Нева» з 48 ПУ;
- 3 зенітні підрозділи ЗРК 2К12 «Куб» з 48 ПУ;
- 1 зенітний полк ЗРК 2К33 «Оса» з 16 ПУ;
- 2 підрозділи ЗРК Crotale II з 60 ПУ.

### Наслідки нальоту
Лівійський лідер М.Каддафі попереджений телефоном італійським політиком Головою Ради міністрів Беттіно Краксі про повітряну атаку американців за декілька хвилин до бомбардування втік разом з близькими зі своєї резиденції в Баб Ель-Азізія та сховався у сховищі. Після атаки він оголосив, що в результаті нальоту американських літаків загинуло близько 40 мирних лівійців, у тому числі названу дочку Каддафі, 15-місячну Ганну. У 2011 році з'ясувалося, що розповсюджувана лівійською пропагандою історія про смерть Ганни Каддафі — брехня. Після того, як сили Національної перехідної ради захопили резиденцію Каддафі Баб-аль-Азізія, були виявлені документи, які доводять, що Ганна Каддафі жива і здорова. Відповідно до свідоцтв працівників медичного центру, що знаходився поблизу місць повітряних ударів, до шпиталю принесли тіла двох дюжин постраждалих у військовій уніформі та дві дюжини у цивільному одязі. Загалом вважається достовірною інформація про загибель 60 лівійців.
Усі визначені об'єкти були вражені з різним ступеням збитку. Частина авіаційних бомб після скидання з надмалої висоти не спрацювала через технічні неполадки в бортовому обладнанні F-111 і A-6. На землі були знищені та пошкоджені 17 винищувачів лівійських ВПС і 10 військово-транспортних літаків Іл-76.
Військово-повітряні сили США втратили один винищувач-бомбардувальник F-111F з екіпажем з двох чоловіків над затокою Сідра.

### Лівійська реакція
16 квітня, наступного дня після нальоту американської авіації, лівійська сторона завдала ракетного удару двома ракетами «Скад» по американській допоміжній базі берегової охорони на італійському острові Лампедуза (всі ракети впали в море).
У Бейруті в Лівані, два британських (Лей Дуглас та Філіп Педфілд) та один американський (Пітер Кілберн) заручники були страчені терористичною організацією Абу Нідаля, оголосивши це відповіддю на наліт. Крім цього, бойовики викрали журналіста Джона Маккарті, а в Єрусалимі вбили американського туриста Пола Апплбея. Ще один британський громадянин-заручник був повішений на знак помсти пізніше. Його тіло знайдено в листопаді 2009 року.
Американські джерела відзначають, що після подій весни 1986 року Лівія різко скоротила підтримку міжнародного тероризму. За офіційною версією, вважається, що угон Боїнга-747 в Карачі у вересні 1986 року та вибух авіалайнера Боїнг-747 над Локербі (Велика Британія) в грудні 1988 року були організовані лівійськими спецслужбами за наказом Каддафі, як помста за бомбардування. Згодом Лівія визнала свою відповідальність за цю подію, а два лівійських агента були засуджені за організацію вибуху, однак існують альтернативні версії події, що приписують вибух літака палестинським терористам або Ірану. Визнання Лівією своєї відповідальності за вибух над Локербі було необхідною умовою для зняття американських санкцій з цієї країни.

## Відео
- Operation EL DORADO CANYON 1986 Libya